# Imma mesochorda
Imma mesochorda är en fjärilsart som beskrevs av Edward Meyrick 1906. Imma mesochorda ingår i släktet Imma och familjen Immidae. Inga underarter finns listade i Catalogue of Life.